# Ивановка (Пудостьское сельское поселение)
Ива́новка  — деревня в Гатчинском муниципальном округе Ленинградской области.

## История

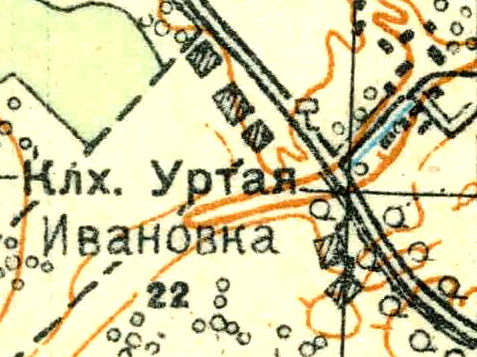
План деревни Ивановка. 1931 год

Согласно топографической карте 1931 года деревня насчитывала 22 крестьянских двора, в деревне был организован колхоз «Уртая» («Новая жизнь»).
По данным 1966 года деревня Ивановка находилась в составе Большетаицкого сельсовета.
По данным 1973 и 1990 годов деревня Ивановка входила в состав Пудостьского сельсовета.
В 1997 году в деревне проживали 1149 человек, в 2002 году — 1062 человека (русские — 84%), в 2007 году — 1054, в 2010 году — 971.

## География
Деревня расположена в северной части района на автодороге 41К-011 (Стрельна — Гатчина).
Расстояние до административного центра поселения, посёлка Пудость — 2,5 км.
Расстояние до ближайшей железнодорожной станции Пудость — 5 км.
Деревня находится на правом берегу реки Ижоры.

## Демография
| 2007 | 2010 | 2017  |
| ---- | ---- | ----- |
| 1054 | ↘971 | ↗1115 |

### Национальный состав
Согласно данным Всероссийской переписи населения 2021 года в деревне проживали 1212 человек, из них:
 русские — 1171, финны — 4, украинцы — 3, узбеки — 2, буряты — 1, осетины — 1, татары — 1, другие национальности — 1 человек, остальные национальность не указали.

## Транспорт
От Гатчины до Ивановки можно доехать на автобусах № 518, 533, 537.

## Улицы
Лесная.

## Садоводства
Гатчинские Поместья-2, Горки.